# Toukoro
Toukoro és una regió muntanyosa de Guinea al naixement del riu Milo. La muntanya Toukoro que li dona nom se situa molt propera del riu Yendou que corre paral·lel al riu Milo, just a la riba oest. La capital es considerava que era la població anomenada també Toukoro. La regió tenia al nord-est el Konyan o Konian (entre Bissandougou i Kérouané), al nord-oest el Kissi i al sud el Gankouna.
El 1893, com a diversió pels francesos, Samori Turé va enviar algunes bandes a operar al sud del Kissi, al Toukoro i al Gankouma, intentant formar una mena d'estat tampó entre territori francès i Sierra Leone. Malauradament per Samori, el seu prestigi havia minvat i ja no tenia el mateix suport que abans entre les poblacions de la zona. El comandant Richard de l'anomenada regió Sud va enviar al tinent G. Maritz cap a Kissi per expulsar a les bandes de sofes; va recórrer el Toukoro i el Gankouna, empenyent davant seu als sofes, que van fugir cap al sud. Richard va fundar una posició militar a Beyla (80 km al sud-est de Kérouané) on va deixar com a guarnició a la 7ª companyia de tiradors del capità Loyer amb el tinent Lecerf; provis d'abundants queviures es va endinsar al sud en persecució de les bandes que intentaven reunir-se amb l'almamy a Bandama. No obstant el nou governador civil Grodet, que acabava de prendre possessió a finals d'any, va ordenar suspendre la persecució i tornar a Kérouané on es va dissoldre la columna.